# Camandona
Camandona – miejscowość i gmina we Włoszech, w regionie Piemont, w prowincji Biella.
Według danych na styczeń 2009 gminę zamieszkiwały 384 osoby przy gęstości zaludnienia 40,4 os./1 km².